# Chamaedorea simplex
Chamaedorea simplex är en enhjärtbladig växtart som beskrevs av Karl Ewald Maximilian Burret. Chamaedorea simplex ingår i släktet Chamaedorea och familjen Arecaceae. Inga underarter finns listade i Catalogue of Life.